# Novalis

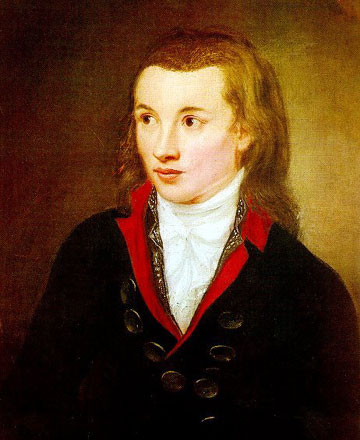
Novalis, Ölgemälde um 1799

Novalis (* 2. Mai 1772 auf Schloss Oberwiederstedt; † 25. März 1801 in Weißenfels), eigentlich Georg Philipp Friedrich von Hardenberg, war ein deutscher Schriftsteller der Frühromantik und Philosoph.

## Leben

### Herkunft

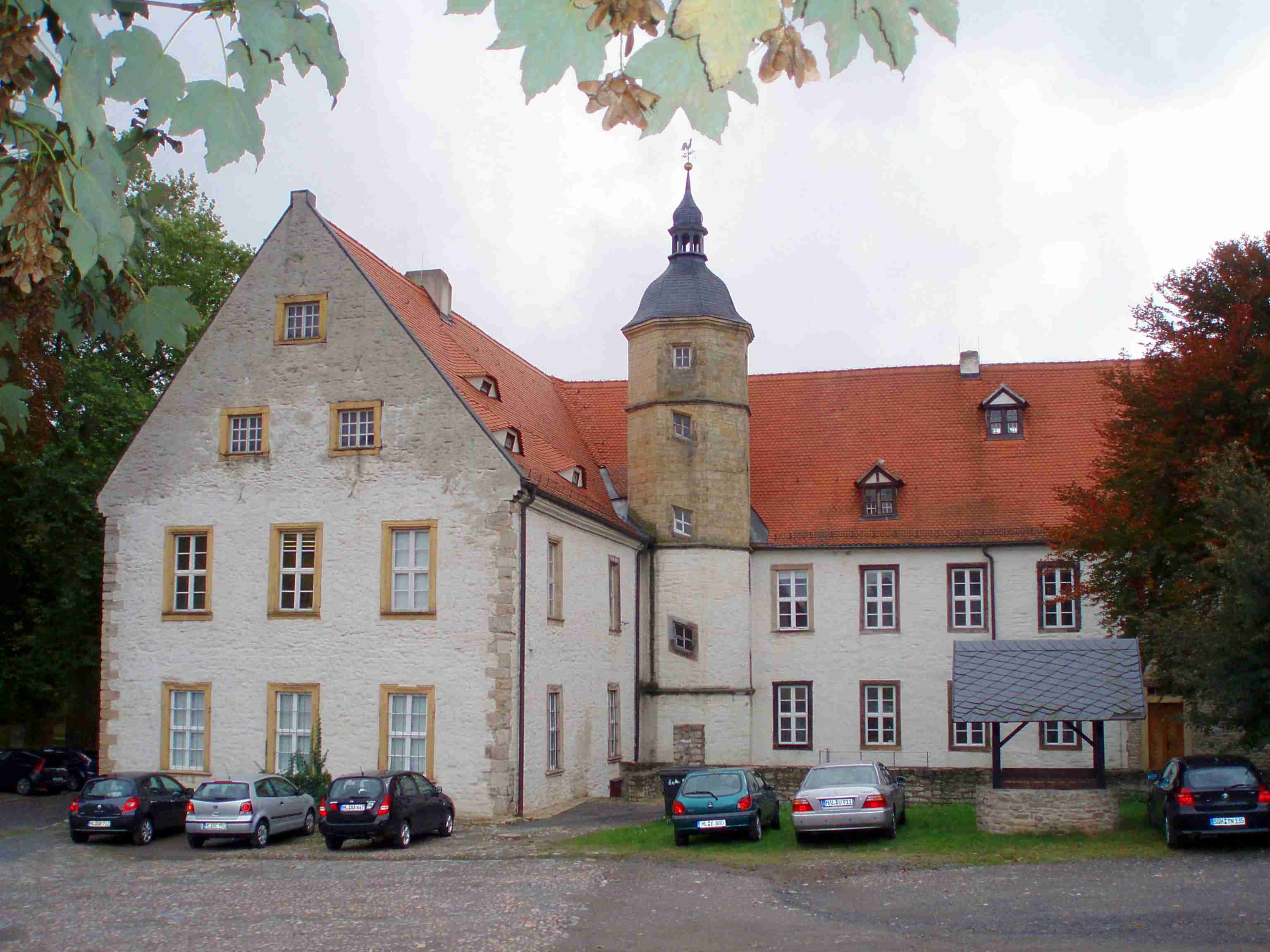
Schloss Oberwiederstedt

Friedrich von Hardenberg entstammte einem alten niedersächsischen Adelsgeschlecht. Geboren wurde er auf dem Rittergut Oberwiederstedt in dem unter kursächsischer Sequesterverwaltung stehenden Teil der Grafschaft Mansfeld. In Oberwiederstedt und auf dem Gut Schlöben verbrachte Novalis seine Kindheit und frühe Jugend.
Sein Vater Heinrich Ulrich Erasmus von Hardenberg (1738–1814) wurde 1784 zum Direktor der Salinen in Dürrenberg, Artern und Kösen ernannt, weshalb die Familie 1786 von Schlöben nach Weißenfels umzog. Er war ein streng pietistischer Mensch und Mitglied der Herrnhuter Brüdergemeine. Den frühen Tod seiner ersten Frau sah er als Strafe für sein bisheriges außerordentlich weltliches Leben an. Mit seiner zweiten Ehefrau Auguste Bernhardine Freifrau von Hardenberg, geborene von Bölzig (1749–1818), hatte er elf Kinder, unter denen das Zweitgeborene Friedrich war.
In der Kirche in Oberwiederstedt wurde Novalis auf den Namen Georg Philipp Friedrich getauft. Sein Rufname war – wie zu dieser Zeit allgemein üblich – der letzte Vorname vor dem Familiennamen, also „Friedrich“ oder kurz „Fritz(e)“. Das mutmaßliche Taufhäubchen von 1772 wird heute neben dem einzigen Ölgemälde in der Dauerausstellung im Schloss Oberwiederstedt gezeigt.

### Ausbildung

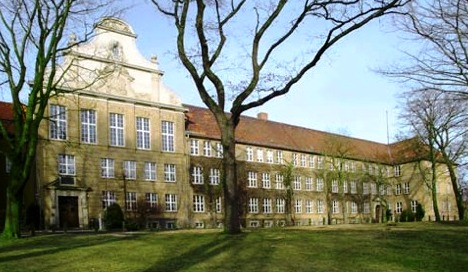
Schule in Eisleben

Zunächst wurde der Junge von Hauslehrern unterrichtet, unter anderem 1781/82 von Carl Christian Erhard Schmid (1761–1812), der ihn zu Beginn seines Studiums in Jena erneut betreute. Novalis besuchte 1790 die Prima des Gymnasiums in Eisleben unter Rektor Christian David Jani, wo er die damals üblichen Kenntnisse der Rhetorik und der antiken Literatur erwarb. Der Onkel, Friedrich Wilhelm von Hardenberg, Landkomtur des Deutschen Ordens, nahm Novalis als Zwölfjährigen fast ein Jahr in seine Obhut auf der Deutschordenskommende Lucklum.
1790 begann Novalis ein Jurastudium in Jena, das er in Leipzig und Wittenberg fortsetzte. Im Zuge dieses Studiums hörte er 1791 Friedrich Schillers Geschichtsvorlesung und knüpfte enge persönliche Kontakte zu ihm. In dieser Zeit begegnete er Johann Wolfgang von Goethe, Johann Gottfried Herder und Jean Paul. Mit Ludwig Tieck, Friedrich Wilhelm Joseph Schelling sowie den Brüdern Friedrich und August Wilhelm Schlegel war er befreundet. Im Juni 1794 schloss Novalis das Jurastudium mit bestem Examen ab.
1797 begann Novalis das Studium der Montanwissenschaften an der Bergakademie in Freiberg, einer der zu dieser Zeit ersten Hochschuladressen für Naturwissenschaften. Dort war er Schüler von Wilhelm August Lampadius und Abraham Gottlob Werner, dem er sich bald freundschaftlich verbunden fühlte.
Das Studium umfasste Bergwerkskunde, Mathematik und Chemie sowie die praktische Tätigkeit in den Gruben; es bot damit eine weitreichende Ausbildung, zumal die „Naturlehre“ damals mehr beinhaltete als die späteren Naturwissenschaften. Sein Bildungsweg hatte in seiner Familie bereits Tradition.

### Berufsleben
Im Oktober 1794 wurde Novalis nicht – wie eigentlich geplant – in den Staatsdienst aufgenommen, sondern verdingte sich zunächst in Tennstedt als Aktuarius bei dem Kreisamtmann Coelestin August Just, der nicht nur sein Vorgesetzter, sondern auch Freund und schließlich Biograph wurde, gemäß seiner Devise: „Jeder Anfang ist ein Akt der Freiheit“. Während dieser Zeit lernte er im nahen Schloss Grüningen die junge Sophie von Kühn kennen. Am 15. März 1795 verlobte er sich mit ihr, kurz vor ihrem 13. Geburtstag. Sie starb qualvoll im Alter von nur 15 Jahren am 19. März 1797, was Hardenberg insbesondere in seinen Dichtungen stark prägte.
Im Januar 1796 wurde Novalis Akzessist an der Lokalsalinendirektion in Weißenfels an der Saale, dem Ort, der seit 1786 zum Wohnort der Familie geworden war.
1795/96 setzte sich Novalis intensiv mit der Wissenschaftslehre Johann Gottlieb Fichtes auseinander, die erheblichen Einfluss auf seine Weltsicht erlangte, denn auf die bloße Rezeption der Schriften folgte die Weiterentwicklung des Konzepts. Aus dem „Ich“ Fichtes, das sich von allem „Nicht-Ich“ abgrenzte, machte Novalis den Ausgangspunkt für eine Liebesreligion. Nun war das „Nicht-Ich“ ein „Du“, ein gleichwertiges Subjekt.
1798 erschienen seine ersten Fragmente unter dem Titel Blüthenstaub, unter der erstmaligen Verwendung des Namens Novalis als Pseudonym im Athenaeum, der Zeitschrift der Frühromantiker Friedrich und August Wilhelm Schlegel. Seinen Publikationsnamen wählte Friedrich von Hardenberg nicht ohne Grund; denn er selbst bemerkte in einer Notiz an August Wilhelm Schlegel, es handele sich um einen uralten Beinamen seiner Familie: De novali, die „vom Neuland“, abgeleitet vom Gut seiner Vorfahren, Großenrode oder „magna Novalis“ bei Nörten-Hardenberg.

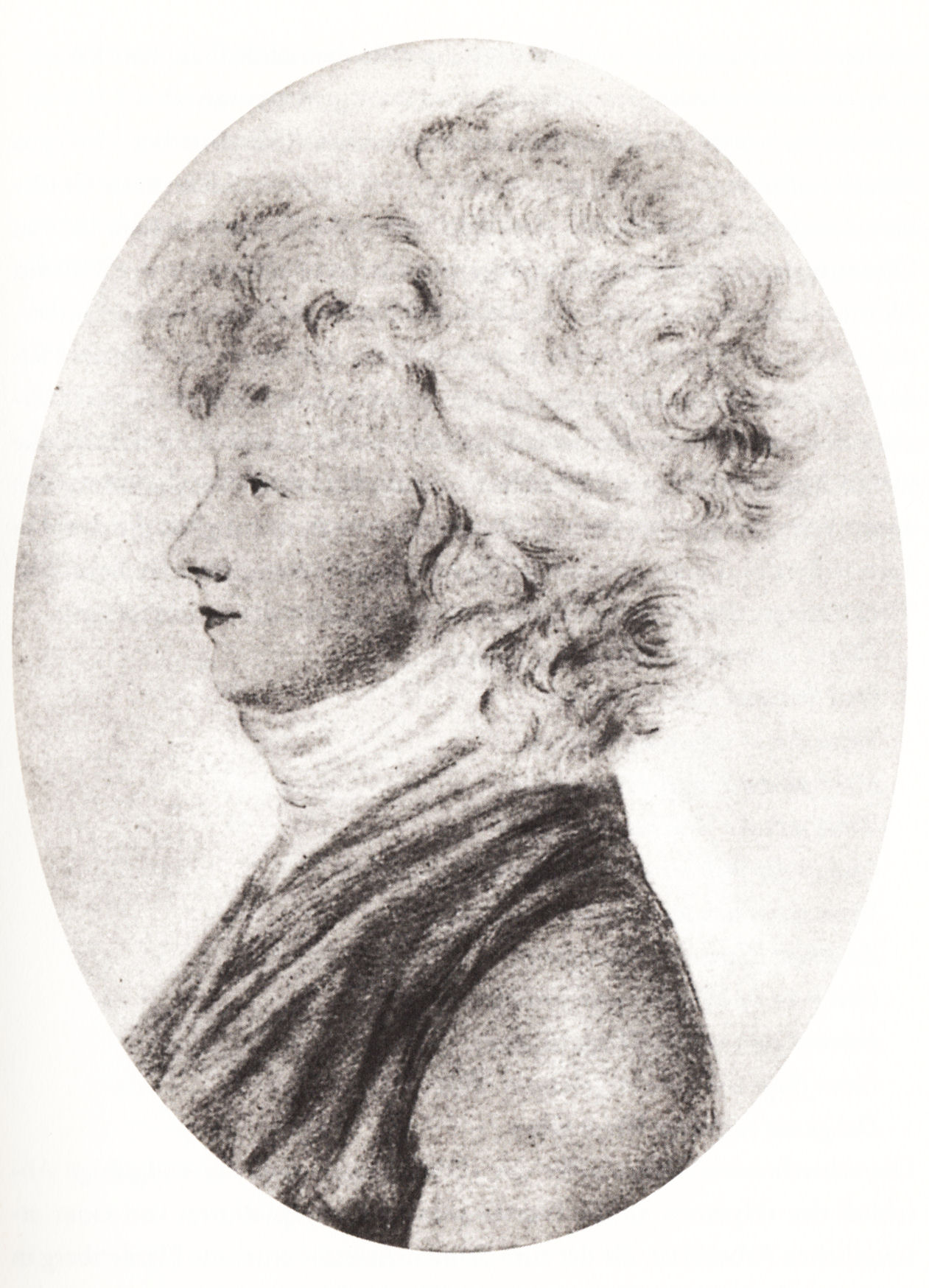
Julie von Charpentier (Silberstiftzeichnung von Dora Stock)

Seine zweite Verlobung ging Novalis im Dezember 1798 mit der Tochter des Berghauptmanns und Freiberger Professors Johann Friedrich Wilhelm von Charpentier (1738–1805) ein: Julie von Charpentier (1776–1811).
Ab Pfingsten 1799 arbeitete Novalis wieder in der Lokalsalinendirektion und wurde bereits im Dezember desselben Jahres zum Salinenassessor und Mitglied des Salinendirektoriums ernannt. In dieser Funktion trug er zur Erschließung der Braunkohlelagerstätten in der Gegend um den heutigen Tagebau Profen bei, da Braunkohle als Heizmaterial für die Salzpfannen der Salzwerke in Artern, Dürrenberg und Kösen benötigt wurde. Im Spätherbst 1799 traf er in Jena auf andere Schriftsteller der sogenannten Jenaer Romantik, nachdem er im Juli bereits die Bekanntschaft von Ludwig Tieck gemacht hatte.

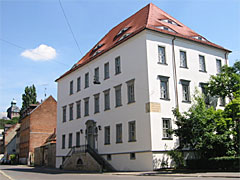
Das Novalis-Haus in Weißenfels, in dem Novalis 1801 starb

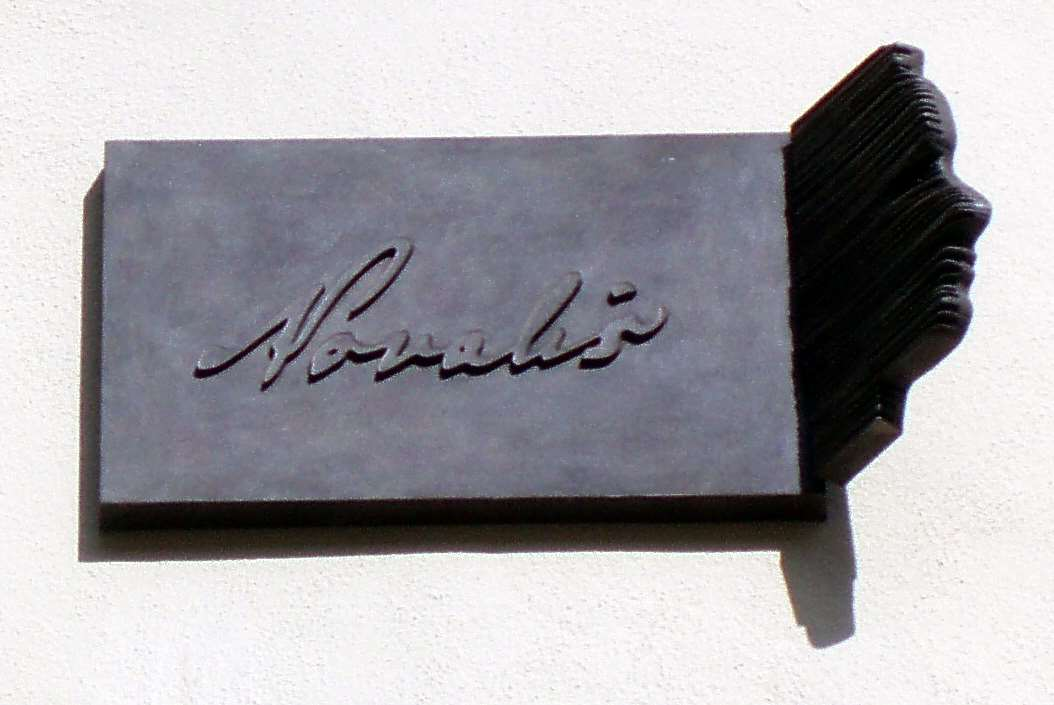
Gedenktafel an seiner Studentenunterkunft in Wittenberg

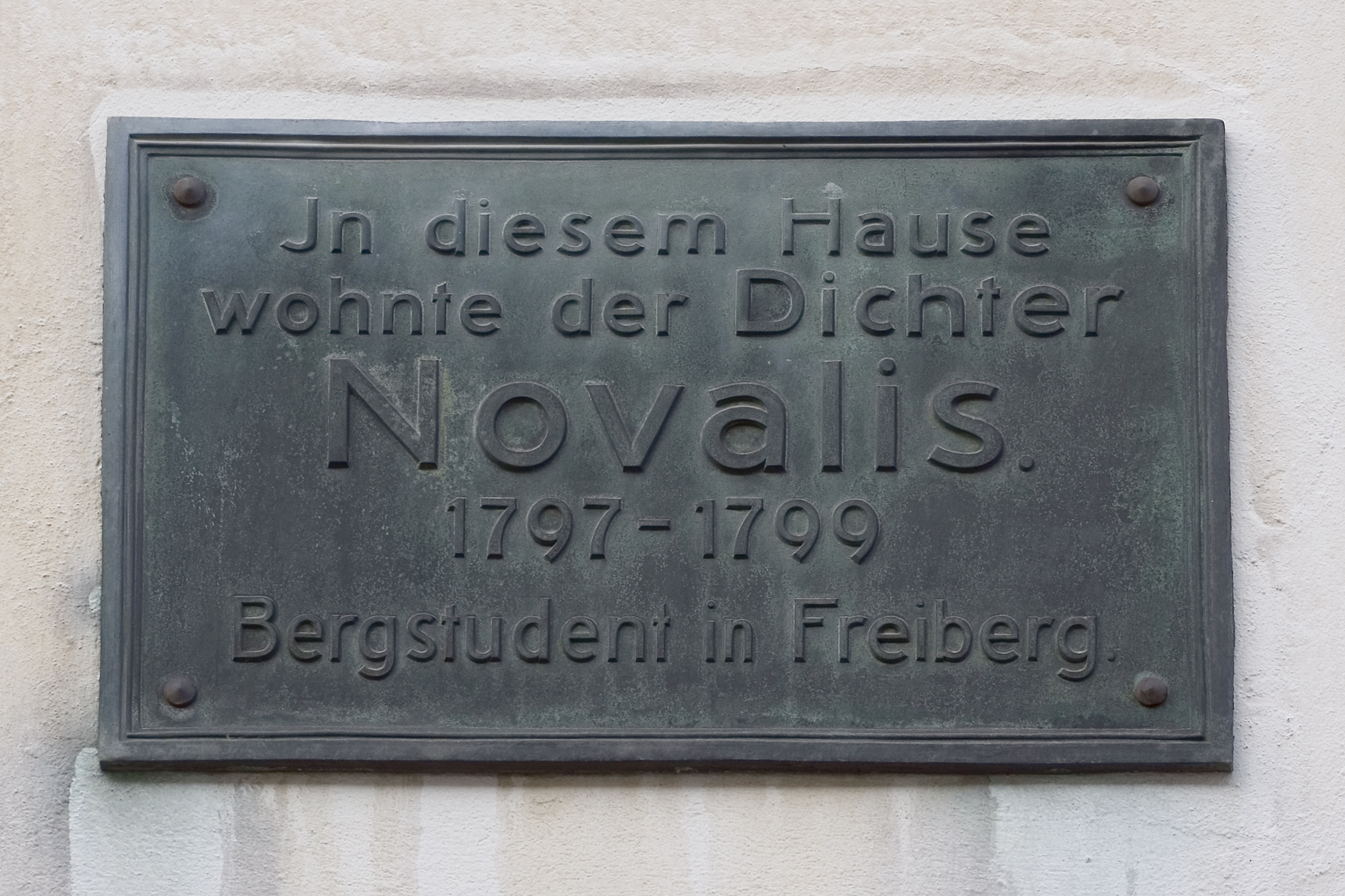
Gedenktafel an seinem Wohnhaus in Freiberg

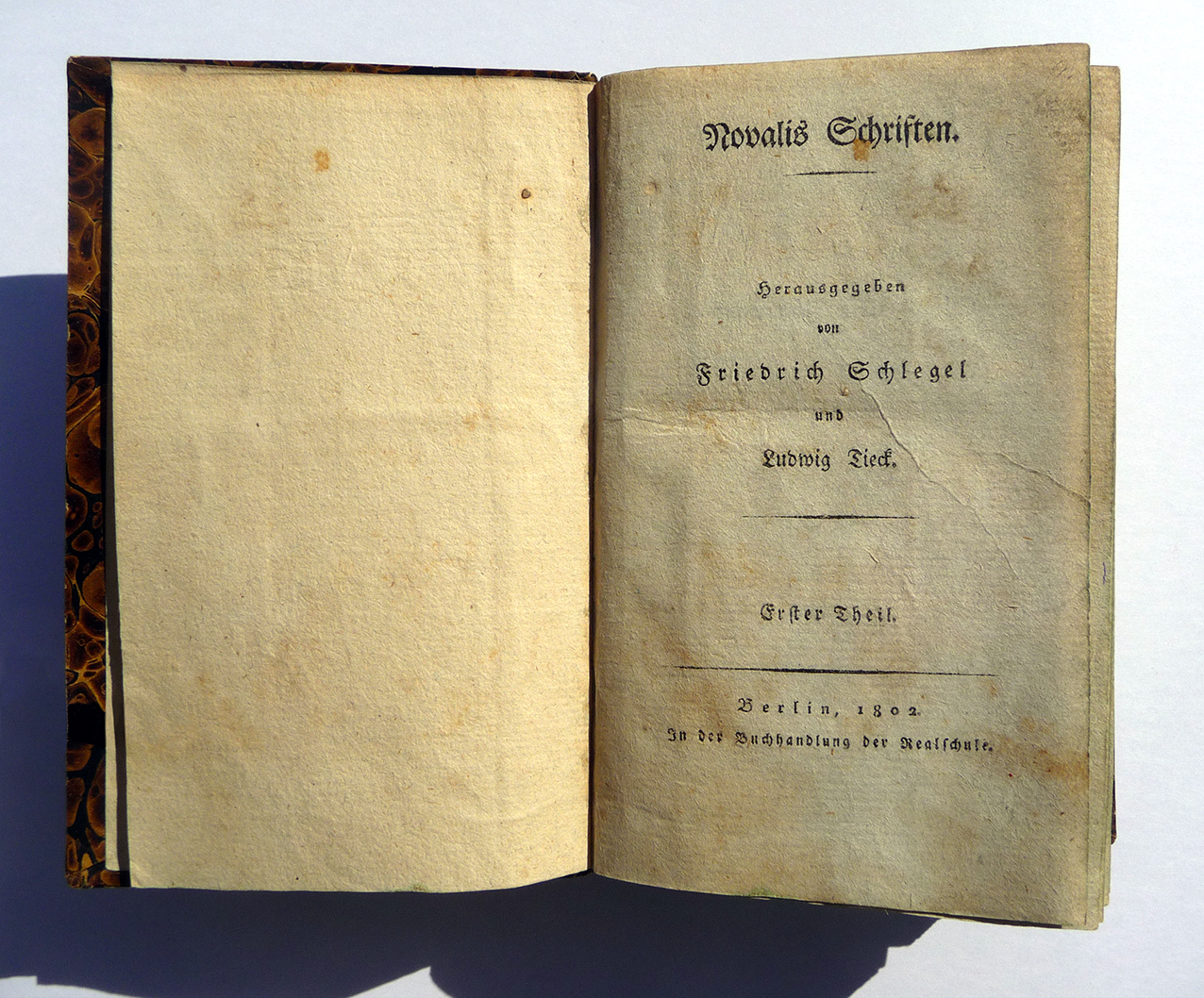
Novalis Schriften. Erstausgabe von 1802

Schon im darauffolgenden Jahr, am 6. Dezember 1800, erfolgte die Ernennung des nun 28-Jährigen zum Supernumerar-Amtshauptmann für den Thüringischen Kreis, eine Anwartschaft auf eine Beamtenstellung, die mit der eines heutigen Landrates vergleichbar ist. Der umtriebige und fleißige Friedrich von Hardenberg war im Jahre 1800 an der ersten geologischen Vermessung der Region beteiligt und untersuchte das Gebiet zwischen Zeitz, Köstritz, Gera, Ronneburg und Meuselwitz.

### Tod
Am 25. März 1801 gegen 13 Uhr starb Friedrich von Hardenberg in Weißenfels an einem Blutsturz infolge der „Schwindsucht“ (Tuberkulose). Wohl bereits ab August 1800 war er unheilbar an dem Lungenleiden erkrankt, was es ihm unmöglich machte, seinen Beruf auszuüben. Neuere Forschungen vermuten allerdings die Erbkrankheit Mukoviszidose als eigentliche Todesursache, denn seit seiner Kindheit litt Novalis an Lungenentzündungen und allgemeiner Körperschwäche, was diese These stützt.
Friedrich von Hardenberg wurde auf dem Alten Friedhof in Weißenfels beigesetzt.
Novalis selbst hatte lediglich die Veröffentlichung der Blüthenstaub-Fragmente, der Fragmentsammlung Glauben und Liebe oder Der König und die Königin (1798) und der Hymnen an die Nacht (1800) erlebt. Die unvollendeten Romane Heinrich von Ofterdingen und Die Lehrlinge zu Sais sowie die später so genannte Rede Die Christenheit oder Europa wurden der Öffentlichkeit erst durch die postume Drucklegung durch die Freunde Ludwig Tieck und Friedrich Schlegel zugänglich.

## Werk
Friedrich von Hardenberg gilt als einer der bedeutendsten Vertreter der deutschen Frühromantik, der über umfassende Kenntnisse der Naturwissenschaften, des Rechts, der Philosophie, Politik und Wirtschaft verfügte. Schon das Jugendwerk macht deutlich, dass der Autor ausgesprochen belesen und gebildet war. Sein Werk umfasst, abgesehen von den Dichtungen, den Fragmenten und Essays, eine Fülle von Aufzeichnungen zu Geschichte und Politik, Philosophie, Religion, Ästhetik und Naturwissenschaftsgeschichte.

### Ästhetik
Novalis formuliert eine neue Ästhetik, die sich nicht mehr an der Nachahmung der Natur orientiert. Ausgehend von Kant und Fichte überträgt er den Produktionsbegriff der Philosophie auf die Ästhetik und formuliert sie um in eine Produktionsästhetik: „Kunst – Fähigkeit bestimmt und frey zu produciren“ (HKA (= Historisch-kritische Ausgabe) II, S. 585). Das führt zum Entwurf einer autarken Einbildungskraft/Fantasie. Novalis fragt: „Giebt es eine Erfindungskunst ohne Data, eine absolute Erfindungskunst“? (HKA III, S. 388). Er kommt zu dem Schluss: „Die Einbildungskraft ist der wunderbare Sinn, der uns alle Sinne ersetzen kann und der so sehr schon in unserer Willkür steht“ (HKA II, S. 650). Novalis definiert die neue Produktionsästhetik auch durch den „umgekehrten Gebrauch der Sinne“ und illustriert dies an dem Musiker: „Der Musiker nimmt das Wesen seiner Kunst aus sich – auch nicht der leiseste Verdacht von Nachahmung kann ihn treffen“ (HKA II, S. 574). Ähnliches gilt für die Malerei und die Poesie. Diese Entdeckung führt über den englischen Romantiker Coleridge und seinen Begriff der „Imagination“ zu Charles Baudelaires „Imagination créatrice“ sowie in die moderne Malerei und Literatur im 20. Jahrhundert. Die romantische Ästhetik ist dementsprechend eine imaginative Konstruktionslehre: Sie „romantisirt“ die Welt, indem sie einen neuen Sinn „construirt“ und ein niederes Objekt mit einem höheren Sinn verbindet und den höheren Sinn mit dem Diesseits synthetisiert (HKA II, S. 545). 
Hardenberg sammelte all das, was ihn selbst gebildet hatte, und reflektierte es, sah und zeichnete Zusammenhänge im Sinne einer allumfassenden Enzyklopädie der Künste und Wissenschaften. Diese Aufzeichnungen aus den Jahren 1798/99 werden auch als das Allgemeine Brouillon bezeichnet.
Zusammen mit Friedrich Schlegel entwickelte Hardenberg das Fragment zu einer spezifisch romantischen literarischen Kunstform.
Den Kern seines literarischen Schaffens machen das Streben nach der „Romantisierung der Welt“ und die Suche nach der Verbindung von Wissenschaft und Poesie aus. Das Ergebnis sollte eine „progressive Universalpoesie“ sein. Hardenberg war weiterhin davon überzeugt, dass die Philosophie und die ihr übergeordnete Dichtung in einem engen Verhältnis der ständigen Wechselbeziehung stehen müssen.
Dass gerade das romantische Fragment die geeignete Form der Darstellung einer progressiven Universalpoesie ist, zeigt sich an dem Erfolg dieses damals neuen Genres in der späteren Rezeption.
Der Anspruch, den Hardenberg an die Dichtkunst und somit auch an seine eigene Arbeit stellte, wird in folgenden Äußerungen deutlich:
- „Poesie ist die große Kunst der Konstruktion der transzendentalen Gesundheit. Der Poet ist also der transzendentale Arzt.“
- „Man sucht mit der Poesie, die gleichsam nur das mechanische Instrument dazu ist, innre Stimmungen, und Gemälde oder Anschauungen hervorzubringen – vielleicht auch geistige Tänze etc.“
- „Poesie = Gemüterregungskunst.“
- „Poesie ist Darstellung des Gemüts – der innern Welt in ihrer Gesamtheit.“

### Triadenstruktur
Dem gesamten Werk liegt ein Bildungsgedanke zu Grunde: „Wir sind auf einer Mission: Zur Bildung der Erde sind wir berufen“. Es soll vermittelt werden, dass sich alles in einem stetigen Prozess befindet. So auch der Mensch, der immer versucht, sich einem früheren – hypothetisch angenommenen – Zustand anzunähern, der davon geprägt ist, dass Mensch und Natur harmonieren.
Diesem Gedanken der romantischen Universalpoesie wurde durch die romantische Triade eine Darstellungsform gegeben, die dem Rezipienten immer wieder vor Augen führt, dass der beschriebene Moment genau der richtige (der günstigste) Zeitpunkt (Kairos) ist – ein Begriff, den Hardenberg von Lessing übernommen hatte –, der Augenblick der Krise, an dem sich entscheidet, welche Wendung der Lauf der Dinge nehmen wird. Diese immer wieder dargelegten Umbruchszeiten korrespondieren mit einem Gefühl für die Gegenwart des Künstlers, das Novalis mit einigen Zeitgenossen teilte.
Deswegen lässt sich in den Werken meist eine Triadenstruktur erkennen, das heißt, dass es innerhalb eines Werkes drei miteinander korrespondierende Strukturelemente gibt. In der antiken griechischen Dichtung waren dies die drei Strophen: Strophe, Antistrophe und Epode. Novalis gestaltet sie inhaltlich und gegebenenfalls auch formal – zumindest die dritte sogenannte Epode – unterschiedlich aus.

### Religiosität
Novalis sucht im Zeitalter der mechanistischen Aufklärung nach einer neuen Spiritualität. Er knüpft dabei an das Christentum an, aber sucht nach einer freien Religiosität „ohne christlichen und weltlichen Zwang“ (HKA III, S. 524). Er folgt hier dem Theologen Friedrich Daniel Schleiermacher und seinen Reden über die Religion von 1799. Auch für Novalis ist die „wahre Religion“ verbunden mit dem Pantheismus, wie ihn Baruch Spinoza gelehrt hatte (HKA II, S. 445). Nach Novalis führt „die vollendete Speculation zur Natur zurück“ (HKA III, S. 403), weil der Mensch und das Universum der Natur letztlich „integrante Hälften“ sind (HKA II, S. 548). Das Geheimnis der Natur liegt für Novalis weniger in Zahlen und mechanistischen Erklärungen als in der Liebe und der Poesie und ihren Prozessen der Annäherung an die Natur, wie Die Lehrlinge zu Sais zeigen. Mit dem niederländischen Philosophen Frans Hemsterhuis erwartet Novalis daher letztlich für die Menschheit ein „goldenes Zeitalter“.

### Mystik
Von besonderer Bedeutung ist ferner der Einfluss des Mystikers Jakob Böhme, mit dessen Werken Novalis sich seit 1800 intensiv auseinandersetzte. Eine mystische Weltsicht, ein sehr hoher Bildungsstand und die häufig spürbaren pietistischen Einflüsse verbinden sich bei Novalis in dem Versuch, zu einer neuen Auffassung von Christentum, Glaube und Gott zu gelangen und diese mit seiner Transzendentalphilosophie zu verknüpfen. In seinen späten mystischen Texten vereint Novalis Überlegungen zu dem Projekt einer ‚transzendentalen Universalpoesie‘ seines Freundes Friedrich Schlegel mit dem Nachdenken über das Philosophische Absolute und eigenen Visionen eines jenseits der empirischen Wirklichkeit angesiedelten Reiches der Geister. In diesem mystischen Geisterreich sind individuelle und kollektive geschichtliche (Fehl-)Entwicklungen der Realgeschichte in einem dialektischen Sinn aufgehoben, d. h. zugleich andenkend bewahrt und überwunden.
Ein Ergebnis dieser Bemühungen sind auch die Geistlichen Lieder, herausgegeben 1802. Zu ihnen gehören z. B. Wenn alle untreu werden und Wenn ich ihn nur habe. Einzelne dieser Lieder wurden schon bald Bestandteil lutherischer Gesangbücher.
In dem Lied Was wär ich ohne dich gewesen?, dem ersten der Geistlichen Lieder, lautet die achte Strophe:
Da kam ein Heiland, ein Befreyer,

Ein Menschensohn, voll Lieb’ und Macht

Und hat ein allbelebend Feuer

In unserm Innern angefacht.

Nun sahn wir erst den Himmel offen

Als unser altes Vaterland,

Wir konnten glauben nun und hoffen.

Und fühlten uns mit Gott verwandt.

### Lyrik
Im August 1800 erschien – rund acht Monate nach ihrer Fertigstellung – im Athenaeum die zuvor revidierte Fassung der Hymnen an die Nacht. Sie gelten als der Höhepunkt des lyrischen Schaffens Hardenbergs und auch als bedeutende Dichtung der Frühromantik.

#### Deutungen
Die sechs Hymnen verweben Autobiografisches mit Erdichtetem; sie reflektieren die Erlebnisse Hardenbergs aus den Jahren 1797–1800.
Das Thema ist die romantische Deutung von Leben und Tod, der Grenze, für die das Bild der Nacht dient. Leben und Tod werden zu relativen, ineinander verschränkten Bereichen, so dass letztlich „der Tod […] das romantisierende Prinzip des Lebens“ ist (Novalis).
Des Weiteren sind Einflüsse der damals aktuellen Literatur nachweisbar. Die Metaphorik der Hymnen an die Nacht weist Parallelen zu Werken auf, die Hardenberg zur Zeit der Niederschrift gelesen hat, unter anderem die Übersetzung von Shakespeares Romeo und Julia 1797 (durch A. W. Schlegel) und Jean Pauls Unsichtbare Loge von 1793.
In den Hymnen an die Nacht wird eine universale Mittlerreligion entfaltet, die auf der Idee beruht, dass es zwischen dem Menschen und dem Göttlichen stets einen Mittler gibt. Dieser Mittler kann Christus sein – wie in der christlichen Religion – oder aber auch die verstorbene Geliebte – wie in der 3. Hymne dargelegt.
Je zwei der Hymnen können zusammengefasst werden. Die so entstandenen kleinen Zyklen im Zyklus folgen demselben Schema: In den jeweils ersten Hymnen wird mittels der romantischen Triade der Weg von einem angenommenen glücklichen Erdenleben über die schmerzhafte Entfremdung hin zur Befreiung in der ewigen Nacht gezeigt. Die jeweils darauf folgenden Hymnen erzählen vom Aufwachen aus dieser Vision und der Sehnsucht nach der Rückkehr zu der Vision. Kontinuierlich steigern sich die Hymnenpaare und vermitteln jeweils eine höhere Stufe von Erfahrung und Wissen.

### Prosa

#### „Heinrich von Ofterdingen“
Die Romanfragmente Heinrich von Ofterdingen und Die Lehrlinge zu Sais spiegeln deutlich die Idee wider, mit Hilfe der Dichtung eine allumfassende Weltharmonie zu vermitteln. Dem Roman Heinrich von Ofterdingen entstammt die blaue Blume, ein Symbol, das für die gesamte Romantik zum Sinnbild wurde. Ursprünglich sollte das Werk ein Gegenstück zu dem zwar begeistert gelesenen, aber als unzulänglich beurteilten Wilhelm Meister Goethes werden. Novalis’ Einstellung zu diesem von ihm als gegen die Poesie gerichteten Roman Goethes wird deutlich in den Fragmenten und Studien der Jahre 1799–1800:

„Es ist im Grunde ein fatales und albernes Buch – so pretentiös und pretiös – undichterisch im höchsten Grade, was den Geist betrift – so poëtisch auch die Darstellung ist. Es ist eine Satyre auf die Poësie, Religion etc. Aus Stroh und Hobelspänen ein wohlschmeckendes Gericht, ein Götterbild zusammengesetzt. Hinten wird alles Farçe. Die Oeconomische Natur ist die Wahre – Übrig bleibende. […] Avanturies, Comoedianten, Maitressen, Krämer und Philister sind die Bestandtheile des Romans. Wer ihn recht zu Herzen nimmt, liest keinen Roman mehr. Der Held retardirt das Eindringen des Evangeliums der Oeconomie.“

#### „Die Christenheit oder Europa“
Die sogenannte Europarede Die Christenheit oder Europa, bereits 1799 entstanden, doch erst 1826 veröffentlicht, ist ein poetisches, kulturhistorisches Programm mit klaren Schwerpunkten auf einer politischen Utopie im Spiegel der Mittelalterrezeption. Sie will ein neues Europa auf den Grundfesten eines „poetischen Christentums“, das Einheit und Freiheit zur Symbiose führt, errichten. Die Anregungen für diese theoretisch verdichtete Schrift finden sich in Friedrich Daniel Ernst Schleiermachers Über die Religion, ebenfalls von 1799.

## Rezeption

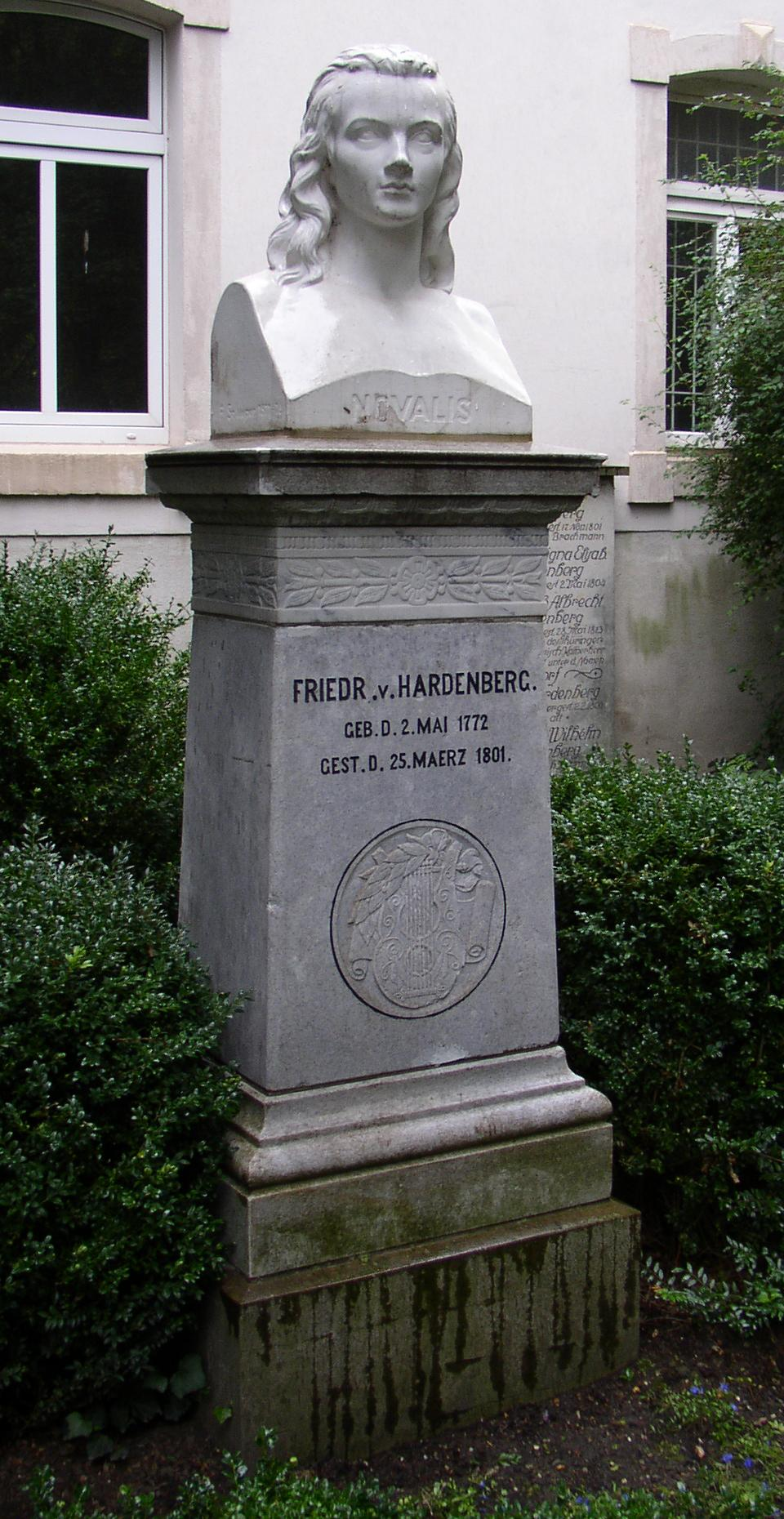
Novalis’ Grab in Weißenfels

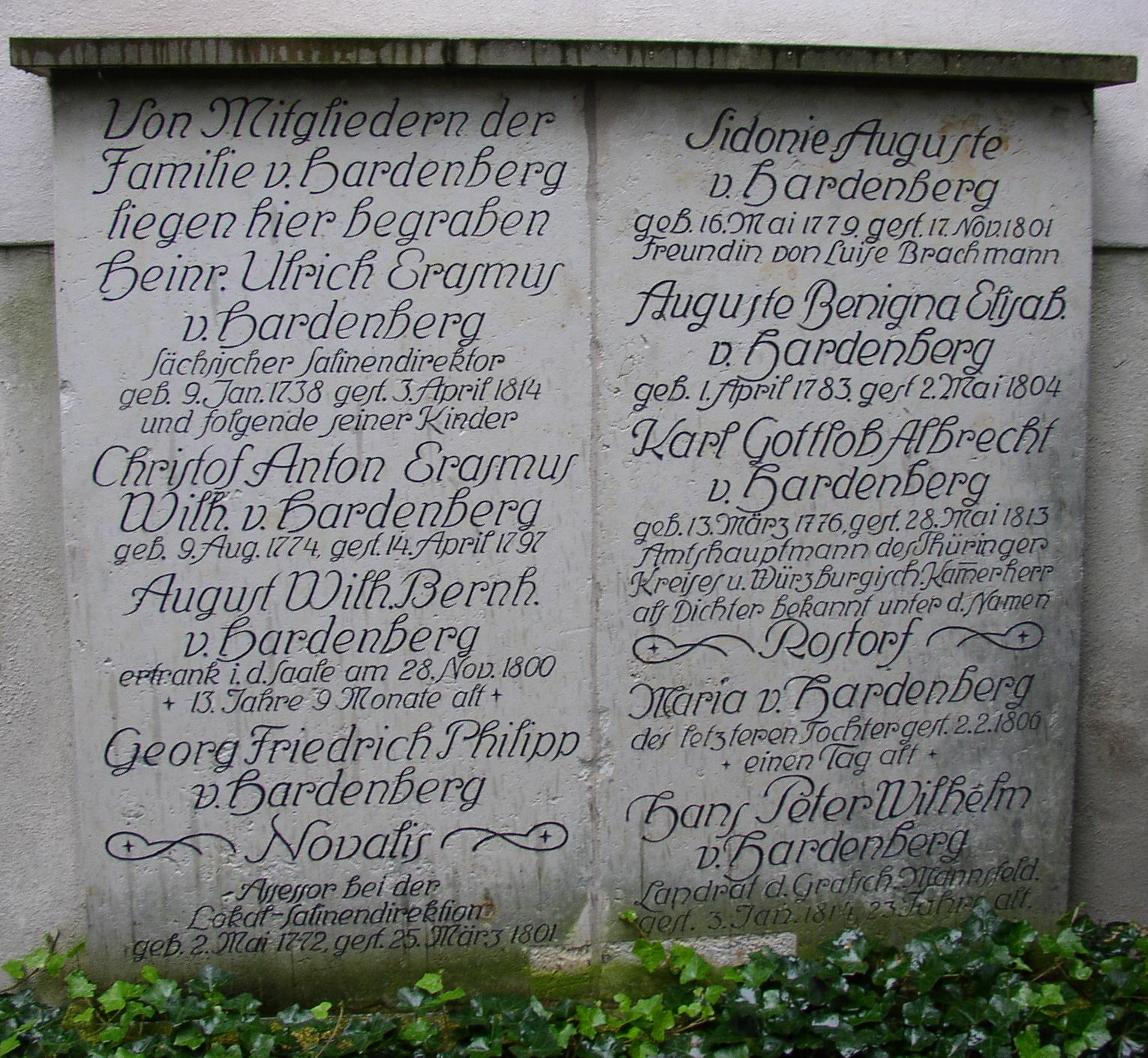
Gedenktafel der Familie von Hardenberg hinter dem Grabdenkmal

Die ersten umfassenden Ausgaben des Werkes erfolgten durch Friedrich Schlegel und Ludwig Tieck, Berlin 1802 und 1837, in zwei Bänden. Den dritten Band gaben Ludwig Tieck und Eduard von Bülow 1846 in Berlin heraus.
Das Werk des Dichters hatte – obschon aufgrund der kurzen Lebenszeit des Künstlers auch in kurzer Schaffensperiode entstanden – teils beträchtlichen Einfluss auf das Schaffen anderer Künstler. So las und bearbeitete beispielsweise Karoline von Günderrode Novalis’ literarische Hinterlassenschaft bereits 1802, also noch im Jahr der Erstausgabe seiner Schriften. Sie exzerpierte die Schriften, ließ sich selbst inspirieren und verglich eigene Gedichte mit denen Friedrich von Hardenbergs. Früher und näher am Arbeitsprozess lasen die Brüder Schlegel und andere Frühromantiker immer wieder einzelne Texte.
Heinrich Heine erarbeitete sich einen eigenen Zugang zu Novalis, würdigte ihn aber nur spärlich. Auch Eichendorff fand in seiner Literaturgeschichte Platz für den Frühromantiker. Eichendorffs Jugendfreund, der schwärmerische Dichter Otto von Loeben, war ein glühender Verehrer Hardenbergs und lehnte sich in der Lyrik stark an Novalis an. Weiterhin arbeiteten sich Philosophen – unter ihnen Georg Wilhelm Friedrich Hegel – und Kulturtheoretiker, zum Beispiel Wilhelm Dilthey und Rudolf Haym, an Novalis’ umfangreichem Werk ab. Thomas Mann sieht in seinem Wandel zum Vernunftrepublikaner Novalis als Gewährsmann einer segensreichen Symbiose von Republik und Kunst.
Novalis’ Brotberuf im Bergbau wurde wie die zugehörigen Salinenschriften lange kaum rezipiert. Aufgrund seiner Schriften wie verträumten Porträts fiel es schon seinen zeitgenössischen Lesern schwer, sich den Dichter „als Amtshauptmann oder als Salzbeisitzer“ (so Justinus Kerner) vorzustellen. Erst nach 1960 begann die Germanistik, allen voran die Literaturwissenschaftler Gerhard Schulz und Hans-Joachim Mähl, den Arbeitsalltag des vermeintlichen Schwärmers nachzuvollziehen.
Nicht zuletzt die Kanonisierung als Schul- und Studienlektüre förderte das Lesen der (vor allem literarischen) Texte des Dichters bei allen Literaturinteressierten.
Von besonderer Problematik ist die Rezeption des Werkes zur Zeit der NS-Diktatur und der frühen DDR-Literaturwissenschaft.
Lange Zeit wurde das gesamte Werk des jungen Dichters, in dessen Mittelpunkt die Hymnen an die Nacht gestellt wurden, stark biographisch, vor allem mit Blick auf den frühen Tod seiner ersten Verlobten, Sophie von Kühn, hin ausgedeutet. 
Einen besonderen Effekt hatte die Rezeption des unvollendeten Romans Heinrich von Ofterdingen: Die noch junge Germanische Philologie begann sich um den damals noch für eine historische Figur gehaltenen Heinrich von Ofterdingen zu kümmern. Die durch Novalis dargelegte potentielle Wirkkraft des Sängers führte bereits 1812 dazu, dass ihm zunächst August Wilhelm Schlegel, dann auch Friedrich Schlegel und F. H. v. d. Hagen fälschlicherweise das Nibelungenlied zuschrieben. Doch bereits 1820 wurde die These von Karl Lachmann entkräftet.
Die Gesänge des Bergmanns im Heinrich von Ofterdingen fanden Eingang in bergmännische Liedersammlungen, einige seiner Geistlichen Lieder wurden – in mehr oder weniger überarbeiteter Form – in lutherische Gesangbücher aufgenommen, und es entstanden zahlreiche Vertonungen der Gedichte.
Seine Poetik fand u. a. unter den französischen Symbolisten begeisterte Rezipienten.
Weitere Rezeption und eine intensive Auslegung erfuhr sein Werk durch Rudolf Steiner, und immer noch beschäftigen sich Anthroposophen mit einer sehr speziellen Interpretation der Weltsicht des Künstlers.
Auch Wagners Musikdrama Tristan und Isolde ist ohne Novalis’ Hymnen an die Nacht undenkbar. Vor allem die Umdeutung der Nacht von Chaos und Bedrohung hin zu einem transzendentalen Raum utopischer Liebeserfahrung spielt hierfür eine wesentliche Rolle.

## Vertonungen
Wenn ich ihn nur habe (Geistliche Lieder, Nr. V.) zählt zu den meistvertonten Gedichten von Novalis. U. a. von folgenden Komponistinnen und Komponisten sind Vertonungen bekannt: Louise Reichardt (1806), Franz Schubert (1819), Fanny Hensel (1820), Carl Loewe (1821), Leopold Damrosch (1863),  Albert Dietrich (1870), Alphons Diepenbrock (1898) und Reinhard Schwarz-Schilling (1949).
Von Franz Schubert stammen sechs Novalis-Vertonungen, von denen Marie und Hymne I bis IV (D 658 bis 662) im Mai 1819 und Nachthymne (D 687) im Januar des folgenden Jahres entstanden.
Alphons Diepenbrock vertonte um 1900 mehrere Gedichte von Novalis. Zwei der Hymnen an die Nacht komponierte er als symphonisch angelegte Gesänge mit Orchesterbegleitung.
Thomas Buchholz vertonte Fragmente aus Hymnen an die Nacht für Chor a cappella und fasste sie zu seinem Werk Novalis-Madrigal zusammen, das in einer Fassung für Männerchor im Jahre 2002 und in einer Fassung für gemischten Chor im Jahre 2010 im Verlag Neue Musik, Berlin erschien, ISBN 978-3-7333-0692-2.
In den 1970er Jahren übernahm eine deutsche Romantik-Rock-Gruppe den Namen Novalis und vertonte neben eigener Lyrik verschiedene seiner Werke (Wunderschätze, Wenn nicht mehr Zahlen und Figuren, …).

## Verfilmungen
- Selcuk Cara verfilmte die erste Hymne aus Hymnen an die Nacht (Film, FH Dortmund, 2011) offizielle Selektionen – Level Ground Filmfestival Pasadena, USA 2014; Pride Mostra Filmfestival, Cap Verde 2014; PERLEN Filmfestival Hannover, Germany 2014; Everybody’s perfect 3 Filmfestival Geneve, Switzerland 2014; Outtakes Filmfestival, New Zealand 2013; 7°FOR RAINBOW – Festival de Cinema e Cultura, Brasilia 2013; Florence Festival Internazionale Di Cinema LGBT, Italy 2013; EL LUGAR SIN LIMETES Festival de Cine, Ecuador 2013; Rio Filmfest de Cinema, Brasilia 2013.
- Herwig Kipping verfilmte 1993 Heinrich von Ofterdingen als Novalis – Die blaue Blume.

## Werke

### Lyrik
- Klagen eines Jünglings. 1791 in Wielands Der Neue Teutsche Merkur.
- Blumen. 1798.
- Geistliche Lieder. Herausgegeben 1802; u. a. Wenn alle untreu werden, Wenn ich ihn nur habe.
- Hymnen an die Nacht. Entstanden 1799/1800, herausgegeben 1800.
- Wenn nicht mehr Zahlen und Figuren. Gedicht aus dem Romanfragment Heinrich von Ofterdingen.
- An Julien. Entstehungszeit 1800.

### Fragmente
Epik
- Die Lehrlinge zu Sais. Romanfragment, herausgegeben 1802.
- Heinrich von Ofterdingen. Romanfragment, herausgegeben 1802, häufig als fragmentarischer Bildungsroman bezeichnet.(Digitalisat und Volltext im Deutschen Textarchiv)

Philosophie
- Blüthenstaub. 1798 in der Zeitschrift Athenaeum von Friedrich Schlegel.
- Glauben und Liebe oder Der König und die Königin. 1798.
- Sammlung von Fragmenten und Studien. Entstanden 1799–1800.

### Sonstiges
- Europa. Entstanden 1799, erschienen 1826 als Die Christenheit oder Europa. (Digitalisat und Volltext im Deutschen Textarchiv)
- Dialoge. 1802.

Das Allgemeine Brouillon umfasst die enzyklopädistischen Materialien, die 1798/99 zusammengetragen wurden.

## Ausgaben

### Historisch-kritische Ausgabe
- Novalis Schriften. Die Werke Friedrich von Hardenbergs. Historisch-kritische Ausgabe (HKA) in vier Bänden, einem Materialienband und einem Ergänzungsband in vier Teilbänden mit dem dichterischen Jugendnachlaß und weiteren neu aufgetauchten Handschriften. Begründet von Paul Kluckhohn und Richard Samuel. Herausgegeben von Richard Samuel in Zusammenarbeit mit Hans-Joachim Mähl und Gerhard Schulz. Kohlhammer, Stuttgart u. a. 1960 ff.

Die kommentierte historisch-kritische Ausgabe ist die vollständige Werkausgabe auf Grundlage der erhaltenen Handschriften beziehungsweise der Erstdrucke und Standardedition der Novalis-Forschung. Band V enthält ein umfassendes Personen-, Sach- und Ortsregister. Sie umfasst insgesamt 6 Bände, die in 9 Teilbänden erschienen sind: 4 Bände (Bände I–IV) + 1 Ergänzungsband (Band V) + 1 Ergänzungsband in vier Teilbänden (Band VI). Von Letzterem sind erschienen:
- Teilband 1/2: Der dichterische Jugendnachlaß (1788–1791) und Stammbucheintragungen (1791–1793), hrsg. von Hans-Joachim Mähl in Zusammenarbeit mit Martina Eicheldinger. Bearbeitung der Stammbücher von Ludwig Rommel; Teilband 1 (2006): Text, Teilband 2 (1999): Kommentar.
- Teilband 3/4: Schriften und Dokumente aus der Berufstätigkeit, Supplementa, Corrigenda; Teilband 3 (2006): Schriften und Dokumente aus der Berufstätigkeit; Text.

### Weitere Ausgaben einzelner oder gesammelter Werke
- Emil Staiger (Hrsg.): Novalis Gedichte – Romane. Manesse Verlag, Zürich 1994, ISBN 3-7175-1320-6.
- Gerhard Schulz (Hrsg.): Werke. C.H. Beck, München 2001, ISBN 3-406-47764-X.
- Hans-Joachim Mähl, Richard Samuel (Hrsg.): Werke, Tagebücher und Briefe Friedrich von Hardenbergs, in 3 Bänden. Carl Hanser, München/Wien.
  - Band 1: Das dichterische Werk, Tagebücher und Briefe. 2002, ISBN 3-446-12440-3.
  - Band 2: Das philosophisch-theoretische Werk. 2002, ISBN 3-446-12441-1.
  - Hans-Joachim Mähl, Richard Samuel, Hans Jürgen Balmes (Hrsg.): Band 3: Kommentar. 2002, ISBN 3-446-12442-X.
- Hans-Joachim Mähl, Richard Samuel (Hrsg.): Werke in einem Band. Kommentiert von Hans-Joachim Simm unter Mitwirkung von Agathe Jais. München/Wien 1981 (Hanser-Bibliothek). Taschenbuchausgabe der 3. Aufl. 1984: München 1995.
- Das allgemeine Brouillon: Materialien zur Enzyklopädistik 1798/99. Mit einer Einleitung von Hans-Joachim Mähl. Meiner, Hamburg 1993, ISBN 3-7873-1088-6.
- Fragmente und Studien. Reclam, Ditzingen 1984, ISBN 3-15-008030-4.
- Gedichte. 6. Auflage. Insel, Frankfurt 1987, ISBN 3-458-32710-X.
- Gedichte und Prosa. Hrsg. und mit einem Nachwort versehen v. Herbert Uerlings. Artemis & Winkler, Düsseldorf/Zürich 2001, ISBN 3-538-06897-6 (in verschiedenen Ausgaben, ISBN 3-538-05415-0, ISBN 3-538-05915-2).
- Joseph Kiermeier-Debre (Hrsg.): Heinrich von Ofterdingen. Berlin 1802. Orig.-Ausgabe (Bibliothek der Erstausgaben, dtv 2603). Dtv, München 1997, ISBN 3-423-02603-0.
- Alexander Knopf (Hrsg.): Heinrich von Afterdingen. Textkritische Edition und Interpretation. Stroemfeld, Frankfurt am Main / Basel 2015, ISBN 978-3-86600-246-3.
- Gabriele Rommel (Hrsg.): Novalis – Die Poesie des Unendlichen. Dichtungen und Texte des Universalgeistes der Frühromantik. S. Marix Verlag, Wiesbaden 2022, ISBN 978-3-7374-1185-1.
- Hans-Dietrich Dahnke (Hrsg.): Novalis – Werke in einem Band. Aufbau Verlag, Weimar/Berlin 1983.

### Hörbücher und Hörspiele
- Heinrich von Ofterdingen. Novalis (Friedrich von Hardenberg). Sprecher Reiner Unglaub. Beltershausen, 1988; 6 Kassetten im Verlag: Studio für Hörbuchproduktionen, ISBN 3-926610-24-7.
- „Hinüber wall ich …“. Novalis-Vertonungen. Live-Mitschnitt vom 3. November, Klangbrücke, Altes Kurhaus Aachen. Gestaltet von Lutz Grumbach, produziert von OnLine Studios, Monschau. Audio-CD im Pappschuber mit 26-seitigem Booklet mit Texten der Lieder sowie einem Begleitessay. Rechte bei Forschungsstätte für Frühromantik und Novalis-Museum Schloß Oberwiederstedt 2005.
- Hans Jochim Schmidt (Hrsg. und Sprecher): Hyazinth und Rosenblüte / Klingsohrs Märchen. Zwei Märchen aus den Romanfragmenten Die Lehrlinge zu Sais und Heinrich von Ofterdingen, 2 CDs; Vorleser Schmidt Hörbuchverlag, Schwerin 2006, ISBN 3-937976-47-7.
- Hans Jochim Schmidt (Hrsg. und Sprecher): Heinrich von Ofterdingen. Ungekürzte Lesung des Romanfragments. 1 MP3-CD; Vorleser Schmidt Hörbuchverlag, Schwerin 2007, ISBN 978-3-937976-90-7.
- Christian Brückner (Hrsg.): Hymnen an die Nacht. 1 Audio-CD; Regie: Waltraud Brückner, Musik: Kai Brückner; Edition Christian Brückner; Parlando, Berlin 2000, ISBN 3-935125-04-6.
- Doris Wolters (Hrsg.): Karoline von Günderrode, Eduard Mörike / Novalis: Es hat ein Kuß mir Leben eingehaucht. 1 Audio-CD; Audiobuch, Freiburg i.Br. 2005, ISBN 3-89964-111-6.